# روجر رودريغيز دا سيلفا
روجر رودريغيز دا سيلفا (بالبرتغالية: Roger Rodrigues da Silva‏) (7 يناير 1985 في كامبيناس في البرازيل – )؛ هو لاعب كرة قدم كان يلعب كمهاجم.

## وصلات خارجية
- روجر رودريغيز دا سيلفا على موقع رابطة كرة القدم اليابانية للمحترفين (اليابانية)
- روجر رودريغيز دا سيلفا على موقع دوري كوريا الجنوبية (الإنجليزية)
- روجر رودريغيز دا سيلفا على موقع قاعدة بيانات كرة القدم.إي يو (الإنجليزية)
- روجر رودريغيز دا سيلفا على موقع Soccerway.com (الإنجليزية)
- روجر رودريغيز دا سيلفا على موقع عالم كرة القدم.نت (الإنجليزية)